# Lijst van moskeeën in Koeweit
Deze lijst omvat moskeeën in Koeweit.
| Naam                         | Afbeelding | Stad    | Inhuldiging | Stijl | Stroming | Opmerkingen                                         |
| ---------------------------- | ---------- | ------- | ----------- | ----- | -------- | --------------------------------------------------- |
| Grote Moskee van Koeweit     |            | Koeweit | 1986        |       |          |                                                     |
| Imam Baqir-moskee            |            | Koeweit | 2007        |       | Sjiisme  | Het is één van de grootste moskeeën in Koeweit.     |
| Imam Hoesseinmoskee          |            | Koeweit | 1986        |       | Sjiisme  |                                                     |
| Imam Mahdi-moskee            |            | Riqqa   | 1995        |       | Sjiisme  |                                                     |
| Siddiqua Fatima Zahra-moskee |            | Koeweit | 2011        | Mogol |          | De moskee is ontworpen in de stijl van de Taj Mahal |
| Zain al-Abidin-moskee        |            | Koeweit | 1977        |       | Sjiisme  | Vernoemd naar Ali Zain al-Abidien.                  |